# Gunilla Ekberg
Gunilla Ekberg, jurist, var åren 2002-06 anställd vid Näringsdepartementet som regeringens sakkunnige inom frågor som rör människohandel och prostitution. Hon har en socionomexamen från Lunds universitet och en juristexamen från University of British Columbia i Kanada. Från 2003 är Ekberg kanadensisk medborgare.
2004 kritiserades hon av RFSU, Kvinna till Kvinna, Stiftelsen Kvinnoforum, ECPAT och Rädda Barnen som i maj till jämställdhetsministern Mona Sahlin uttryckte samarbetsproblem med Gunilla Ekberg i sin roll som regeringens expert i frågan om människohandel. Ekberg har även kritiserats hårt sedan hon år 2005 i SVT-reportaget Könskriget uttalat hot mot reportern Evin Rubar.
Efter uttalandet krävde många hennes avgång, men jämställdhetsminister Jens Orback sade att hon hade hans fulla förtroende.
Ekberg var 2019 Co-Executive Director åt lobbyorganisationen Coalition Against Trafficking in Women i Bryssel.